# 私を女優にして下さい
『私を女優にして下さい』（わたしをじょゆうにしてください）は、AV監督・カンパニー松尾による素人女性が出演するV&Rプランニングの人気AVシリーズ。

## 歴史
1991年7月、V&Rプランニングからシリーズ第1作となる「私を女優にして下さい」が発売。2002年発売の「私を女優にしてください FINAL DISTANCE」まで10年以上続き、本編25作品・未公開スペシャル6作品が発売された。このシリーズを再編集したDVD「私を女優にしてください REMIX」「SPA抜き素人100人」も発売（発売元：ケイネットワーク）。
このシリーズでカンパニー松尾とめぐりあった“宮崎の葉山レイコ”は、宮崎レイコとして「熟れたボイン」三部作（監督・カンパニー松尾）に出演。また“名古屋のムチムチ子”は、橋本久瑠美としてAVデビューした。
2007年2月3日、Pornograph.tvで「私を女優にして下さい AGAIN」として復活し、発売中。この作品は、V&Rプランニングから正式にタイトルとテーマソングの使用許諾を得た続編となる。

## 本編
（出演している女性の名前は、カンパニー松尾による勝手な命名が多い。）
- Vol. 1　（サブタイトル無し）：斉藤A子・望月ルイ・石原ひとみ（1991年7月）
- Vol. 2　小倉・宮崎 Eカップ悶絶編：かわいもも・宮崎レイコ（1991年10月）
- Vol. 3　新宿・大阪 Dカップエゲツナ編：小林エリ・大阪の豊丸（1992年1月）
- Vol. 4　久留米・福岡 B･Dカップお友達編：ゆみこさん・久留米の浅間夕子（1992年3月）
- Vol. 5　上尾・青森 A･Eカップ特盛編：チーママ子・うにいくら（1992年7月）
- Vol. 6　岸和田・京都・大阪 A･D･Eカップデスマッチ編：浮気させ子・乳ゆり・田中好子（1992年11月）
- Vol. 7　稚内・広島・甲子園 B･A･Eカップ放蕩編：納沙布みさき・歯科助手子・かわいもも（1993年4月）
- Vol. 8　日光・大宮・名古屋 B･E･Dカップ爆走ツーリングスペシャル：中善寺子・高橋秀子・しゃちほ子（1993年9月）
- Vol. 9　番外編 片親スペシャル：ハニーちゃん・自殺13回女・芳賀まいり（1993年11月）
- Vol.10　サンパウロ・北京・川崎 E･B･Dカップボーダレス編：マルシア・原田酔子・三条ミナミ（1994年2月）
- Vol.11　大分・栃木・新潟 A･B･Cカップ追悼回春編：別府温子・小春日和・色白艶子（1994年6月）
- Vol.12　ミナミ・盛岡・熊谷 D･G･Cカップ巨乳欲情編：ナンシー・巨乳ちゃん・秋田Ｅ子（1994年9月）
- Vol.13　鹿児島・心斎橋・川口 A･F･Hカップ巨乳噴火編：幸薄子・いい人・スケベ好子（1994年12月）
- Vol.14　広島・名古屋・箱根 D･E･Aカップ巨乳旅立編：敏感子・ムチムチ子・浮気する子（1995年6月）
- Vol.15　新宿・松本・鹿児島　DCAカップ復活再会編：すぐさせ子・松本・幸薄子（1996年4月）
- Vol.16　高崎・秋田　D・Cカップ豊満昇竜編：あきたこまち・田中かおり（1996年11月）
- Vol.17　仙台・岩間・また仙台　CGFカップ巨乳北上編：タレント志願・乳が大きい子・高木りか（1997年3月）
- Vol.18　松本・福岡・岐阜　C・E・Bカップ人妻欲情編：松本静香・黒崎ひとみ・こりゃすごい（1997年5月）
- Vol.19　敦賀・犬山・福島　EAEカップ巨乳爆風編：今時いい子・渡辺由美・乳が大きい子（1997年9月）
- Vol.20　世田谷・八戸・新宿　FCAカップ美乳疾風編：たわわ実・大橋援助・先生と生徒（1998年3月）
- Vol.21　八戸・大阪・横浜・山口　E-Cカップ淫乱魔法編：乳逃げ子・れいこさん・新潟よし子（1999年2月）
- Vol.22　千葉・所沢・山口　EAEカップ人妻発情編：奈々子さん・ところさん・奥さん（1999年10月）
- Vol.23　山形・郡山・館山・大宮 D・C・E・Fカップ 真空離脱編：南陽子・退院子・Y・K（2000年2月）
- Vol.24　島根、西新宿、町田、ACDEカップ同級生スペシャル：片山桜・島根・山下恭子・中谷美由紀
- Vol.25　FINAL DISTANCE 柏・茅ヶ崎・新宿 F・E・Cカップ募集満腹編：藤田とも・桜井みさき・秋山あかり

## 未発表スペシャル
（本編に出演している女性の名前は、省略。）
- Vol. 1　帯広・小倉・宮崎・大阪 豪華未発表スペシャル（1992年5月）
- Vol. 2　長野・上尾・青森・岸和田・京都 最新版未発表スペシャル：白雪松子・お好み焼き子（1993年7月）
- Vol. 3　稚内・広島・大阪・日光・大宮 爆裂巨乳未発表スペシャル（1994年3月）
- Vol. 4　サンパウロ・三戸・大分・新潟・熊谷 哀愁未発表スペシャル：熊谷Ｃ子（1995年8月）
- Vol. 5　川崎・外山・心斎橋・箱根・鹿児島上京・名古屋 郷愁未発表スペシャル：名前なし子（1995年11月）
- Vol. 6　松本、敦賀、犬山、世田谷、八戸、新宿、宮城上京、町田 愛のあるお蔵だし未発表スペシャル：工藤麗子・椎名ゆかり・キャノン1号（1997年9月）

## AGAIN編
- Vol. 1　川越・錦糸町・横浜　やっぱり巨乳だ！復活編：川越さやかさん、MIKIさん、NANAさん(2007年2月)
- Vol. 2　一宮・原宿・小田原 デカパイ大好き獣道編：一宮まきこさん、葉山さん、小田原嬢さん(2007年5月)
- Vol. 3　軽井沢・赤坂・小樽　ムチムチ巨乳混迷編：スレンダーA子さん、後藤あんさん、小樽きょうみさん(2008年3月)
- Vol. 4　幕張・太宰府・大井町　巨乳ドスケベ天然暴発編：白衣の天使さん、お酒飲み子さん 、二宮亜希さん(2008年7月)
- Vol. 5　新宿・小山・梅田 美乳モチモチフツー編：おわん乳子さん、小山みきさん、美肌なちさん(2008年12月)
- Vol. 6　清水・八王子・松戸 むっつりスケベ奇跡のボイン編：清水鈴香さん、さくらさん、ゆいちゃん(2009年4月)
- Vol. 7  鎌倉・調布・豊洲　悶絶グローバル絶頂編：鎌倉うのさん、調布リンリンさん、豊洲F子さん(2010年１月）
- Vol. 8　池袋・京都・芝公園 エロチカ紅葉浮遊編：ナンパまち子さん、かえで美沙子さん、東条美麗（元泉セリナ）さん（2010年3月）
- Vol. 9　市川・二子玉 エロ乳ひねり腰人妻番外編：美和子さん、百合香さん（2010年7月）
- Vol. 10 横浜・新三郷・赤坂見附 巨乳美女純情ヘルニア編：桜木ゆる子さん、上村あずささん、百花えみりさん（2010年11月）
- Vol. 11 駒込・春日井・尾道　ヤセムチ純白極楽往生編：やせぎす子さん、むちむち子さん、ジュンナさん（2011年4月）
- vol. 12 聖蹟桜ヶ丘・赤坂・本厚木　トラウマ復活売却編：トラウマ夢子さん、元 工藤いずみさん、素人玄人?さん（2012年4月）
- vol. 13 名古屋・大阪・福岡　The End Of The Tour：美脚玲奈さん、巨乳ゆずさん、福岡のクリスマスな人達（2013年3月）
- vol. 14 赤坂・仙台・札幌　THE NEW SEASON:秘書秘所子さん、バツイチ子さん、謎の女*りん(2014年7月26日)
- vol. 15 大阪・大阪・米原 人妻スペシャル The End is A First:藍川美夏、加賀美静香さん、羽島愛さん(2017年1月28日)

## 番外編
- 実録ドキュメント そして私は女優になりました 千葉・大阪　美乳巨尻編：千葉タンバリン・京子（1994年3月）

## DVD（再編集作品）
- 実録素人ドキュメント 私を女優にして下さいREMIX　小倉・宮崎・川崎・心斎橋・箱根・鹿児島・大阪・名古屋 ナマ撮りスペシャル（2001年9月21日）
- SPA抜き素人100人（2004年12月21日）